# Xã Evergreen, Quận Ward, Bắc Dakota
Xã Evergreen (tiếng Anh: Evergreen Township) là một xã thuộc quận Ward, tiểu bang Bắc Dakota, Hoa Kỳ. Năm 2010, dân số của xã này là 7 người.